# Felosa-chapim-de-layard
A felosa-chapim-de-layard (Curruca layardi) é uma espécie de ave da família Sylviidae.
Pode ser encontrada nos seguintes países: Lesoto, Namíbia e África do Sul.
Os seus habitats naturais são: matagal árido tropical ou subtropical.